# اولین بار (فیلم ۱۹۸۴)
اولین بار (انگلیسی: Firstborn) یک فیلم درام به کارگردانی مایکل اپتد است که در سال ۱۹۸۴ منتشر شد.

## بازیگران
- تری گار
- پیتر ولر
- کوری‌هایم
- سارا جسیکا پارکر
- رابرت داونی جونیور
- جاش همیلتون
- جیمز هارپر